# Kampong Spoe (provincie)
Kampong Spoe is een provincie (khett) in het midden van Cambodja, de hoofdstad is Kampong Spoe.

## Bestuurlijke indeling
The provincie is inderverdeeld in districten.
- 0501 Baset (បរសេដ្ឋ)
- 0502 Chbar Mon (ច្បារមន)
- 0503 Kong Pisei (គងពិសី)
- 0504 Aural (ឱរ៉ាល់)
- 0505 Udong (ឧដុង្គ)
- 0506 Phnom Sruoch (ភ្នំស្រួច)
- 0507 Samraong Tong (សំរោងទង)
- 0508 Thpong (ថ្ពង)